# Manoir de Grézignac
Le manoir de Grézignac est un manoir français implanté sur la commune de Sarliac-sur-l'Isle dans le département de la Dordogne, en région Nouvelle-Aquitaine.

## Présentation
Le manoir de Grézignac se situe en rive droite de l'Isle au sud-ouest du bourg de Sarliac-sur-l'Isle, en bordure de la route nationale 21. 
Il présente un logis des XVe et XVIe siècles dans lequel s'inscrit une tour polygonale. Deux ailes remontant aux XVIIe et XVIIIe siècles complètent l'ensemble.
Le manoir est inscrit aux monuments historiques depuis 1969 pour ses façades et toitures.